# Episodi di Cheer (seconda stagione)
La seconda stagione della docu-serie Cheer, composta da 9 episodi, è stata distribuita negli Stati Uniti d'America, e in contemporanea in Italia, da Netflix il 12 gennaio 2022.
| n° | Titolo originale                      | Titolo italiano                                      | Distribuzione   |
| -- | ------------------------------------- | ---------------------------------------------------- | --------------- |
| 1  | Everybody hopes                       | Tutti ci sperano                                     | 12 gennaio 2022 |
| 2  | Here's to we                          | È per noi                                            | 12 gennaio 2022 |
| 3  | Dracut girl                           | La ragazza di Dracut                                 | 12 gennaio 2022 |
| 4  | Hell week                             | La settimana infernale                               | 12 gennaio 2022 |
| 5  | Jerry                                 | Jerry                                                | 12 gennaio 2022 |
| 6  | Tumbling                              | Tumbling                                             | 12 gennaio 2022 |
| 7  | Mining for tenths                     | Racimolare decimi di punto                           | 12 gennaio 2022 |
| 8  | Daytona pt. 1: don't be that guy      | Daytona: Parte 1: Non essere quello che ha sbagliato | 12 gennaio 2022 |
| 9  | Daytona pt. 2: if the judges disagree | Daytona: Parte 2: Se i giudici dicono no             | 12 gennaio 2022 |